# Aleksanterinkatu

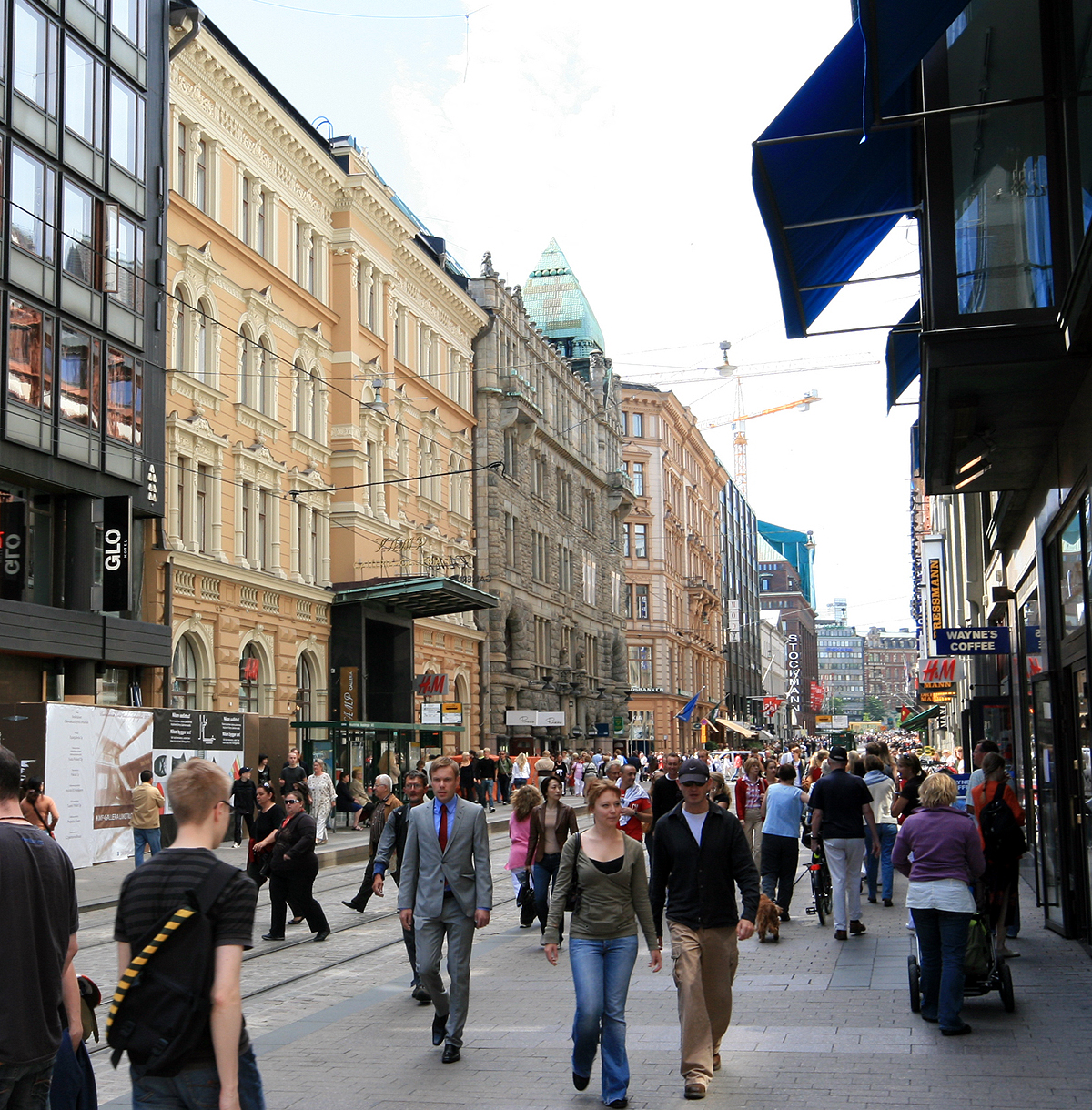
Aleksanterinkatu

Die Aleksanterinkatu (schwedisch: Alexandersgatan, häufig einfach: Aleksi) ist eine der Haupteinkaufsstraßen in der Innenstadt von Helsinki. Sie wurde wie auch der Rest der Innenstadt von Carl Ludwig Engel angelegt und verbindet den Senatsplatz in westlicher Richtung mit dem Boulevard Mannerheimintie, führt aber auch in östlicher Richtung weiter bis zum Meeresstrand. Benannt wurde sie nach dem russischen Zaren Alexander I.
Entlang der Straße finden sich wichtige Wirtschaftseinrichtungen wie der Hauptsitz der finnischen Abteilung der Nordea-Bank, das finnische World Trade Center oder das Kaufhaus Stockmann Helsinki.
Als typisch für die Helsinkier Innenstadt ist die intensive Verwendung des rötlichen finnischen Granits für den Straßenbelag der Aleksanterinkatu und die Sockel der Gebäude zu nennen. Wie bei einigen anderen Helsinkier Straßen auch, gibt es unterhalb der Aleksanterinkatu ein Heizsystem, das die Straße auch bei Temperaturen von bis zu −10 °C frei von Schnee und Eis hält. Die Wärme entstammt dem abfließenden Fernwärmewasser der umliegenden Gebäude.

## Verkehr
Auf der Straße verlaufen die Straßenbahnlinien 3, 4 und 7. Ansonsten ist ihr westlicher, zentralerer Teil verkehrsberuhigt und nur für den Taxi- und Lieferverkehr zugelassen. Im Jahr 2010 wurde unter der Straße ein Tunnel (keskustan huoltotunneli) fertiggestellt, an den die Anlieger jeweils ihren eigenen Anschluss bauen können. So soll langfristig der gesamte Lieferverkehr in den Tunnel verlegt werden.